# Octavian Morariu
Octavian Morariu (n. 7 august 1961, București, România) este un fost jucător de rugby român, care a devenit conducător sportiv. Este membru al Comitetului Internațional Olimpic și președintele al Rugby Europe. 

## Carieră
Este fiul rugbistului Viorel Morariu și al vicecampioanei mondiale la volei Cornelia Timoșanu. S-a apucat de rugby la vârsta de 8 ani. Când avea 16 ani s-a legitimat la RC Grivița Roșie. Și-a făcut debutul la echipa națională a României într-o partidă de Campionatul FIRA în decembrie 1984. De-a lungul carierei a strâns cinci selecții cu „Stejarii”. În anul 1986 a absolvit ca inginer constructor Facultatea de Căi Ferate, Drumuri și Poduri din Institutul de Construcții din București.
În 1987 a devenit primul român invitat să joace pentru echipa internațională Barbarians. După un turneu a ales să rămâne în Franța, unde a obținut azil politic. A fost angajat la o firmă de construcții. În paralel, a jucat pentru clubul ASPTT Paris Rugby, care evolua în prima divizie a campionatului național. S-a căsătorit cu o franțuzoaică de origine română, Dana Patrichi, și a dobândit cetățenia franceză. De la 1991 până la 1993 a fost antrenor la echipa de rugby a clubului Paris Saint-Germain.
S-a întors în România după Revoluția Română din 1989. În anul 2001 a fost ales președintele Federației Române de Rugby. În anul următor, a fost numit președintele  Agenției Naționale pentru Sport (ANS), cu rang de secretar de stat. În anul 2004 a preluat președinția al Comitetului Olimpic și Sportiv Roman, fiind reales în 2008 și în 2013. În anul respectiv, a devenit primul președinte al Rugby Europe, fosta Federația Internațională de Rugby Amator-Asociația Europeană de Rugby, și a fost ales membru Comitetului Internațional Olimpic. În 2014 s-a retras de la conducerea COSR. În 2025 a fost ales în Comitetul Executiv al CIO.

## Distincții
- cavaler al Ordinului Național de Merit (2015)[8]

## Legături externe
Materiale media legate de Octavian Morariu la Wikimedia Commons
- Octavian Morariu Arhivat în 17 iunie 2024, la Wayback Machine. la Comitetul Olimpic și Sportiv Român
- en  Prezentare la Comitetul Olimpic Internațional